# Ленцен
Ле́нцен (нем. Lenzen, полаб. Лучин) — город в Германии, в земле Бранденбург.
Входит в состав района Пригниц. Подчиняется управлению Ленцен-Эльбталауэ. Население составляет 2363 человека (на 31 декабря 2010 года). Занимает площадь 95,75 км². Официальный код — 12 0 70 244.
Город подразделяется на 9 городских районов.
| Год  | Население |
| ---- | --------- |
| 2005 | 2661      |
| 2010 | 2381      |

## История
В раннем средневековье Лучин был основан полабскими славянами из племени глиняне. В 929 году в битве под Лучином в борьбе с саксами славяне были побеждены, в 1066 году во время восстания бодричей в городе был убит Готшалк, князь бодричей из династии Наконидов, основатель Вендской державы.

## Галерея

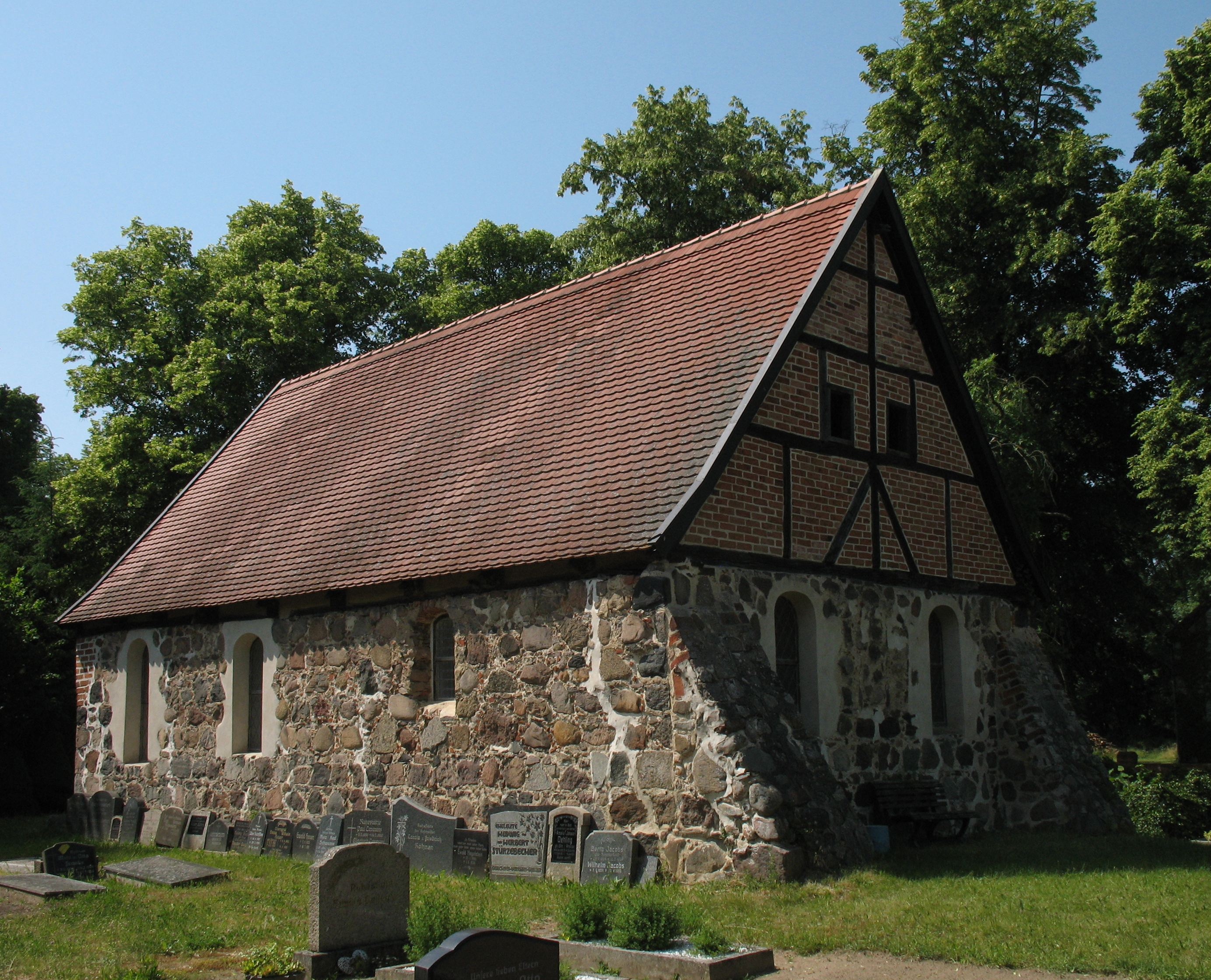
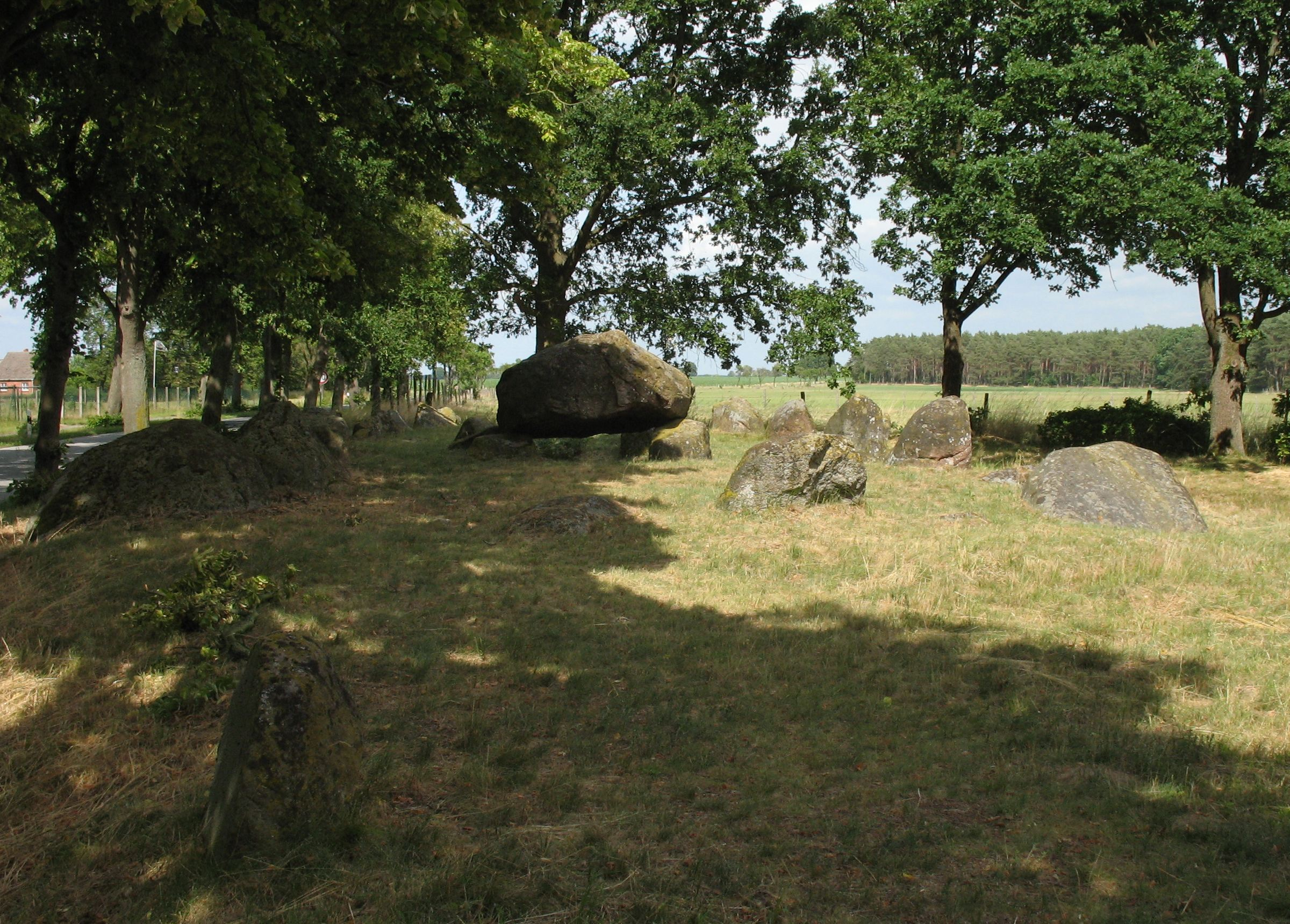
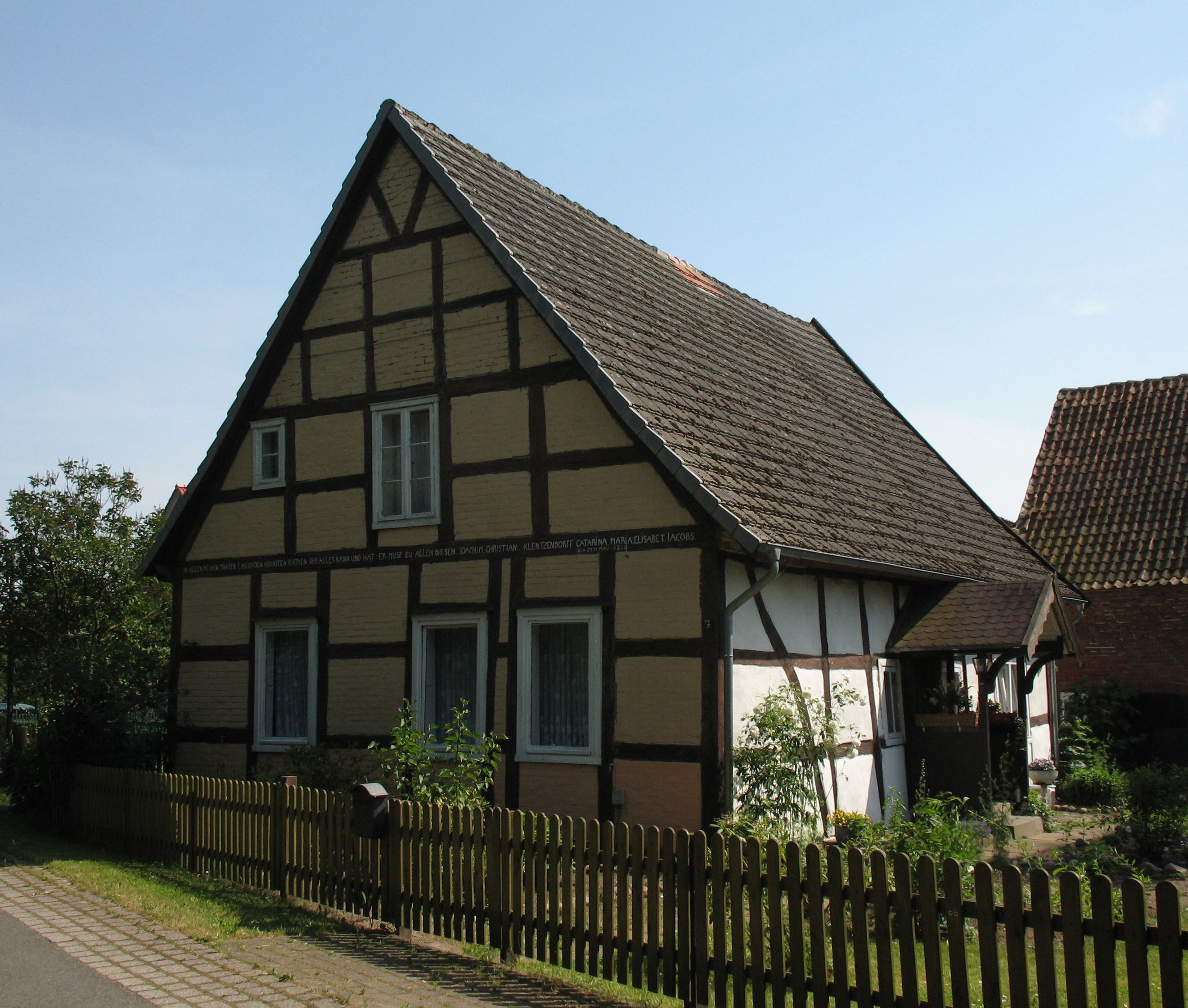
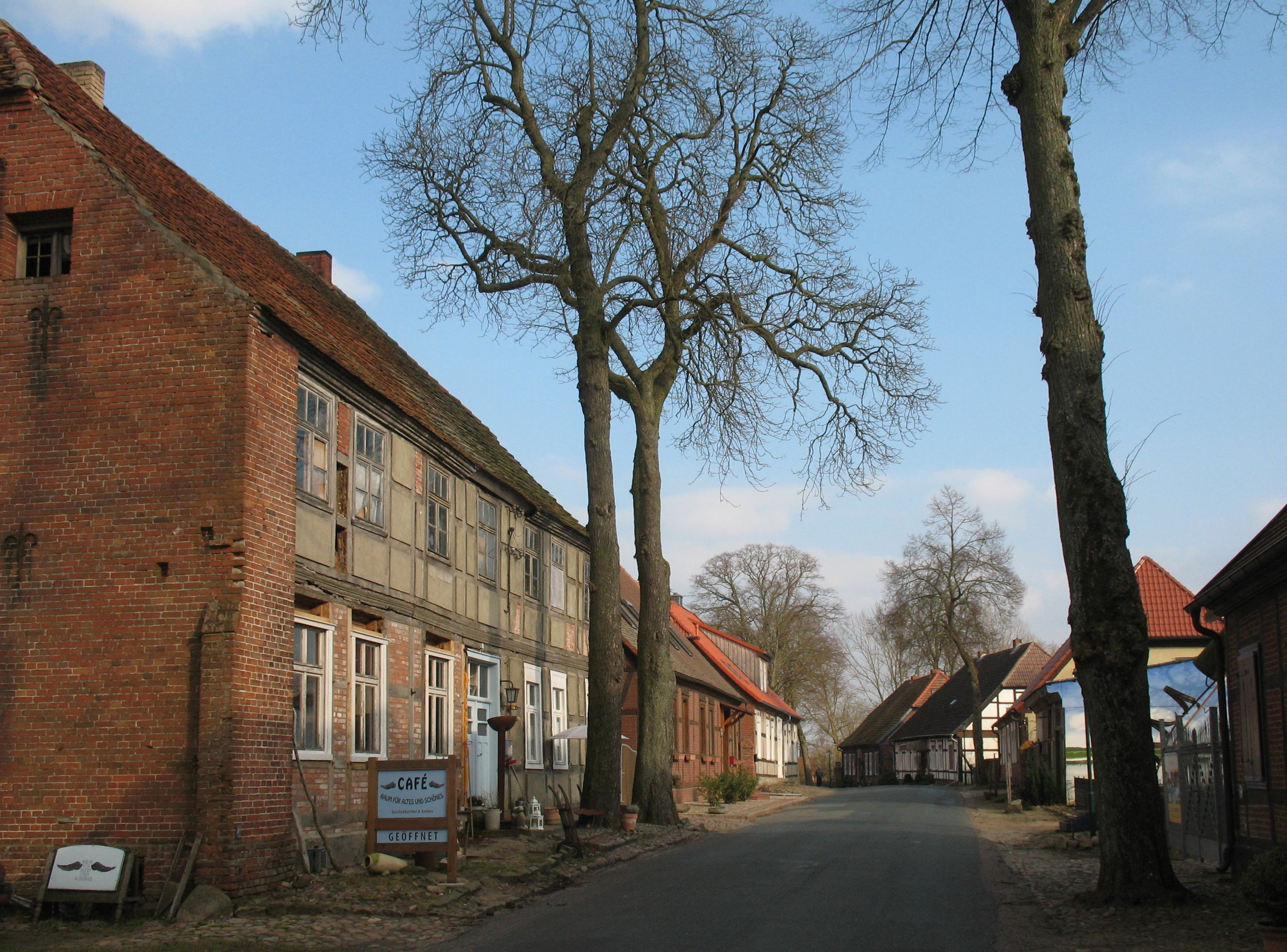
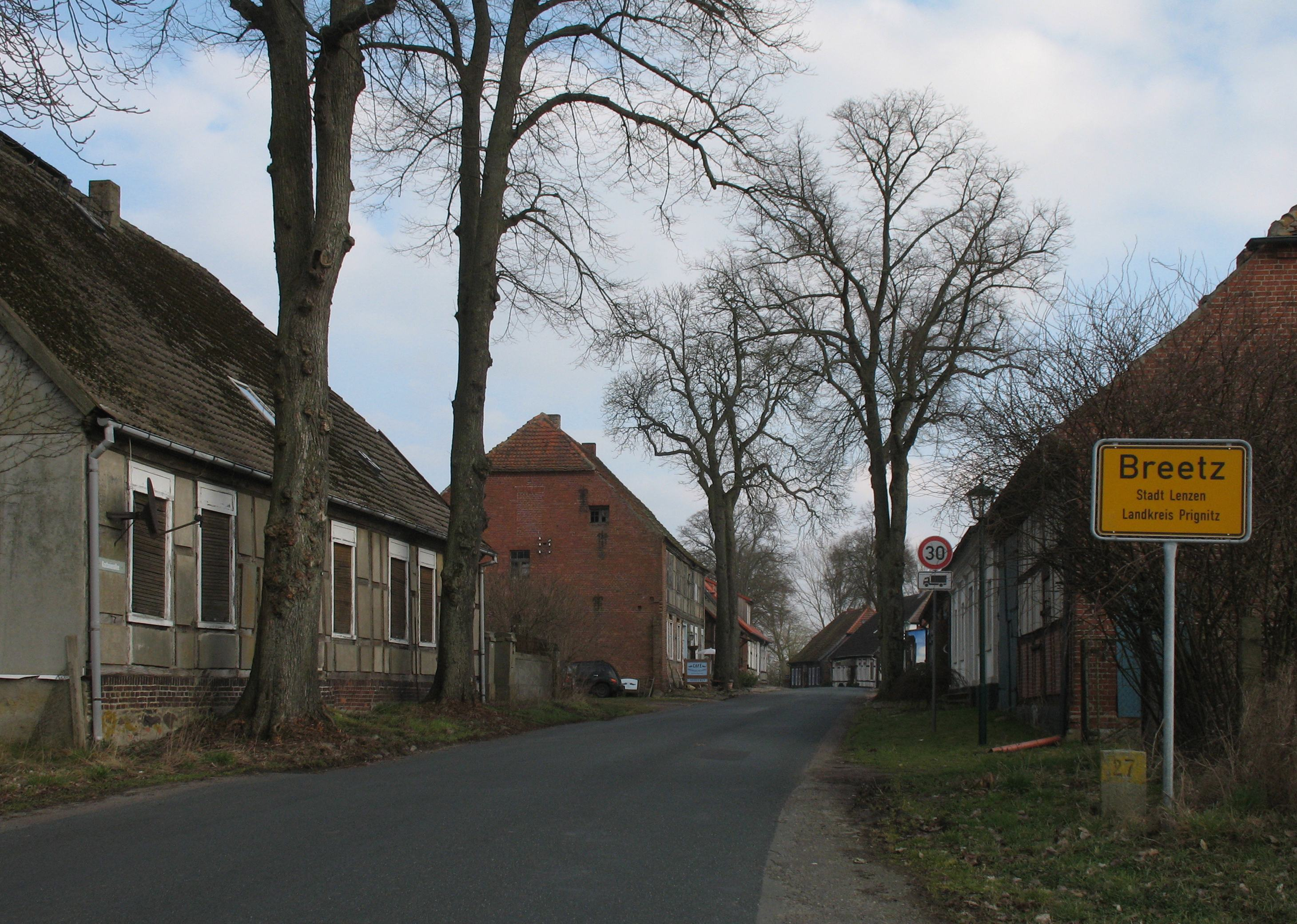
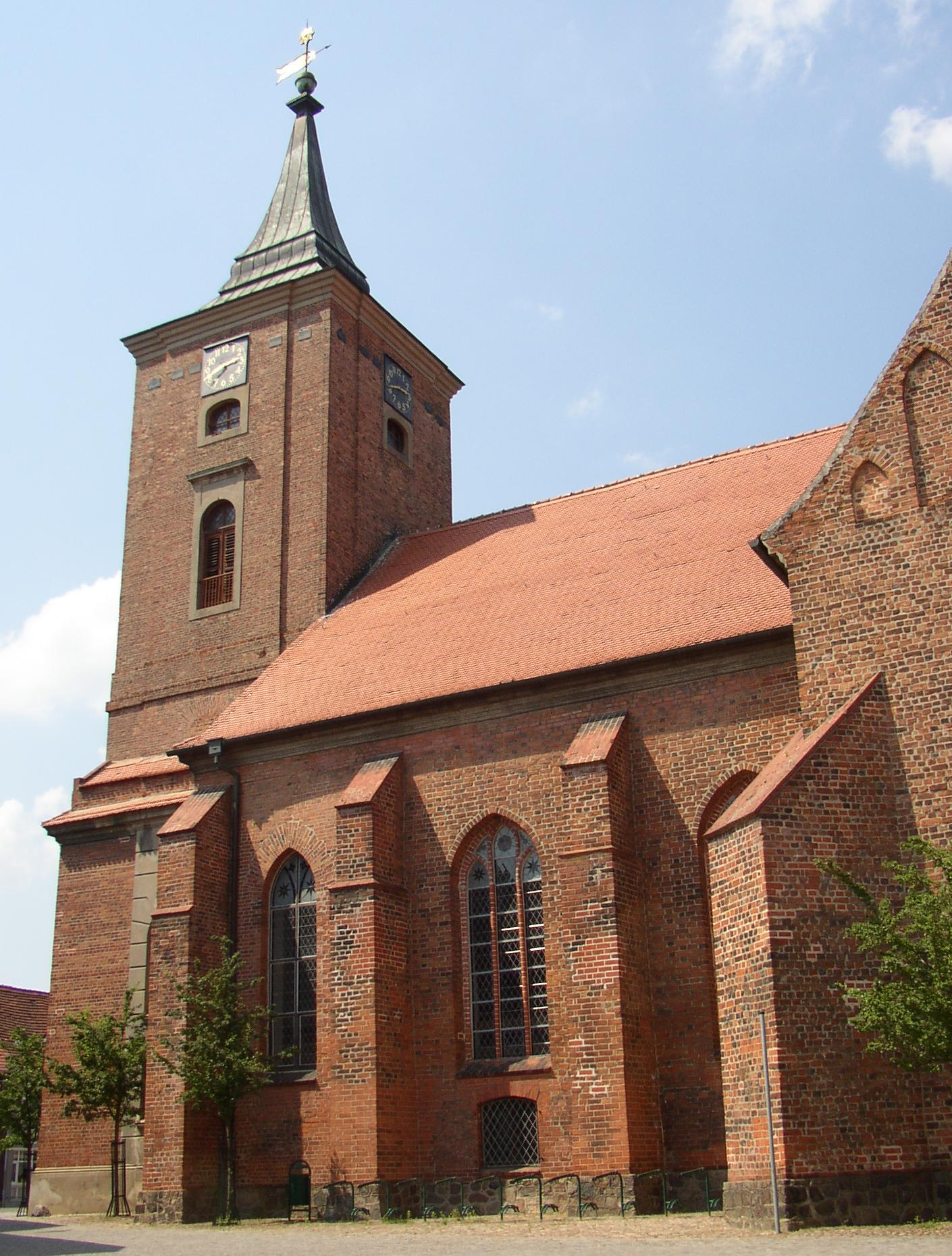
Церковь
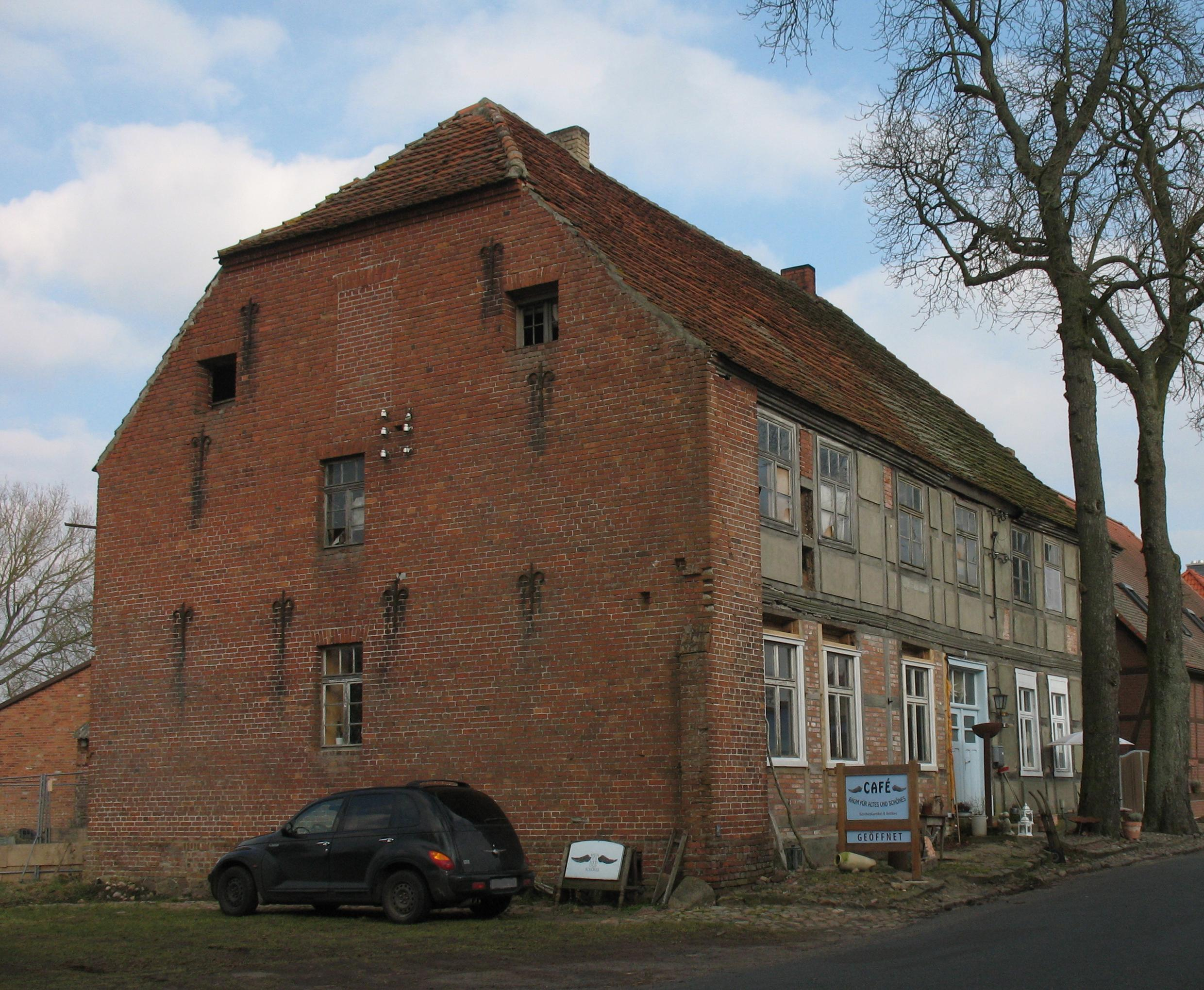
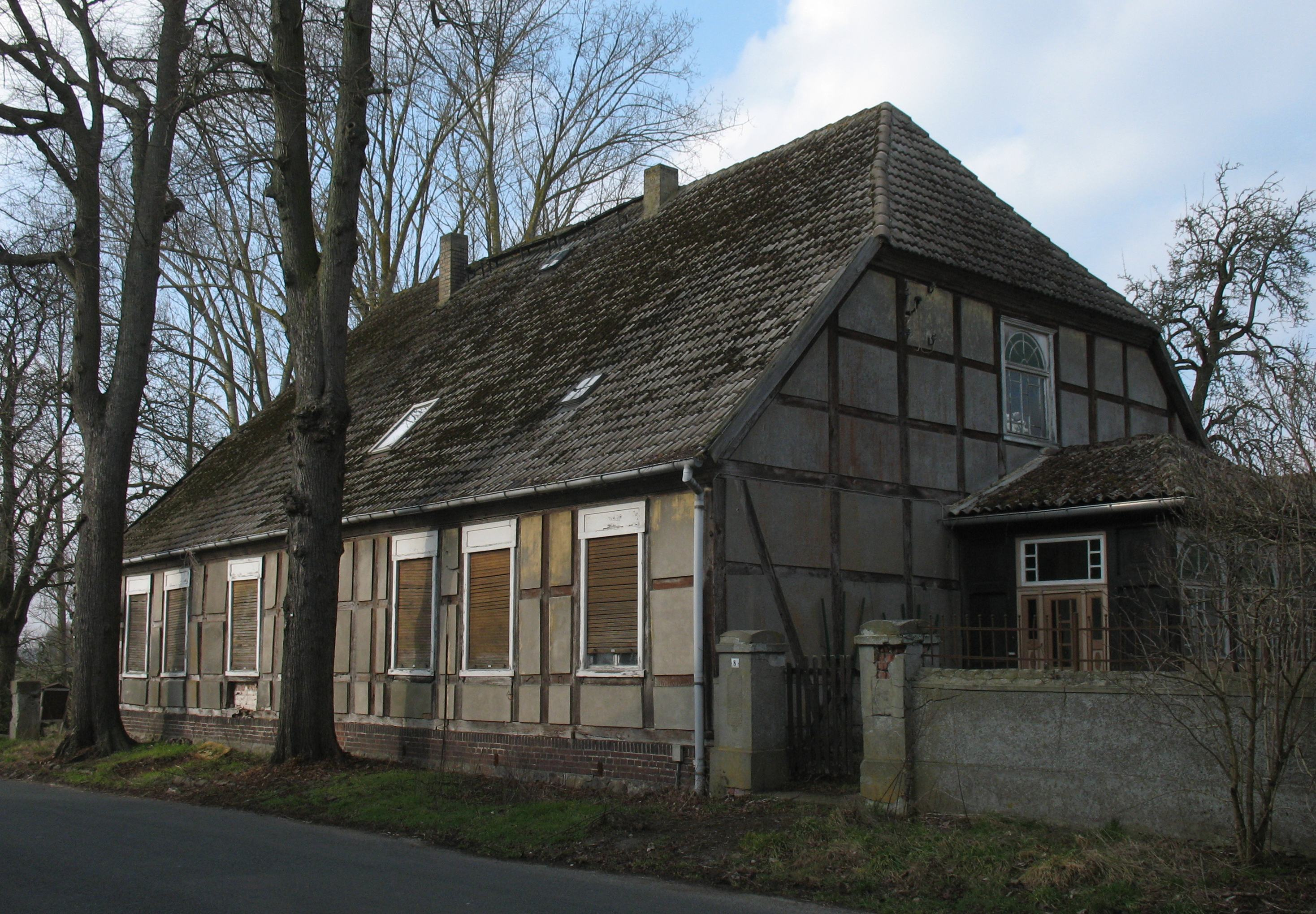
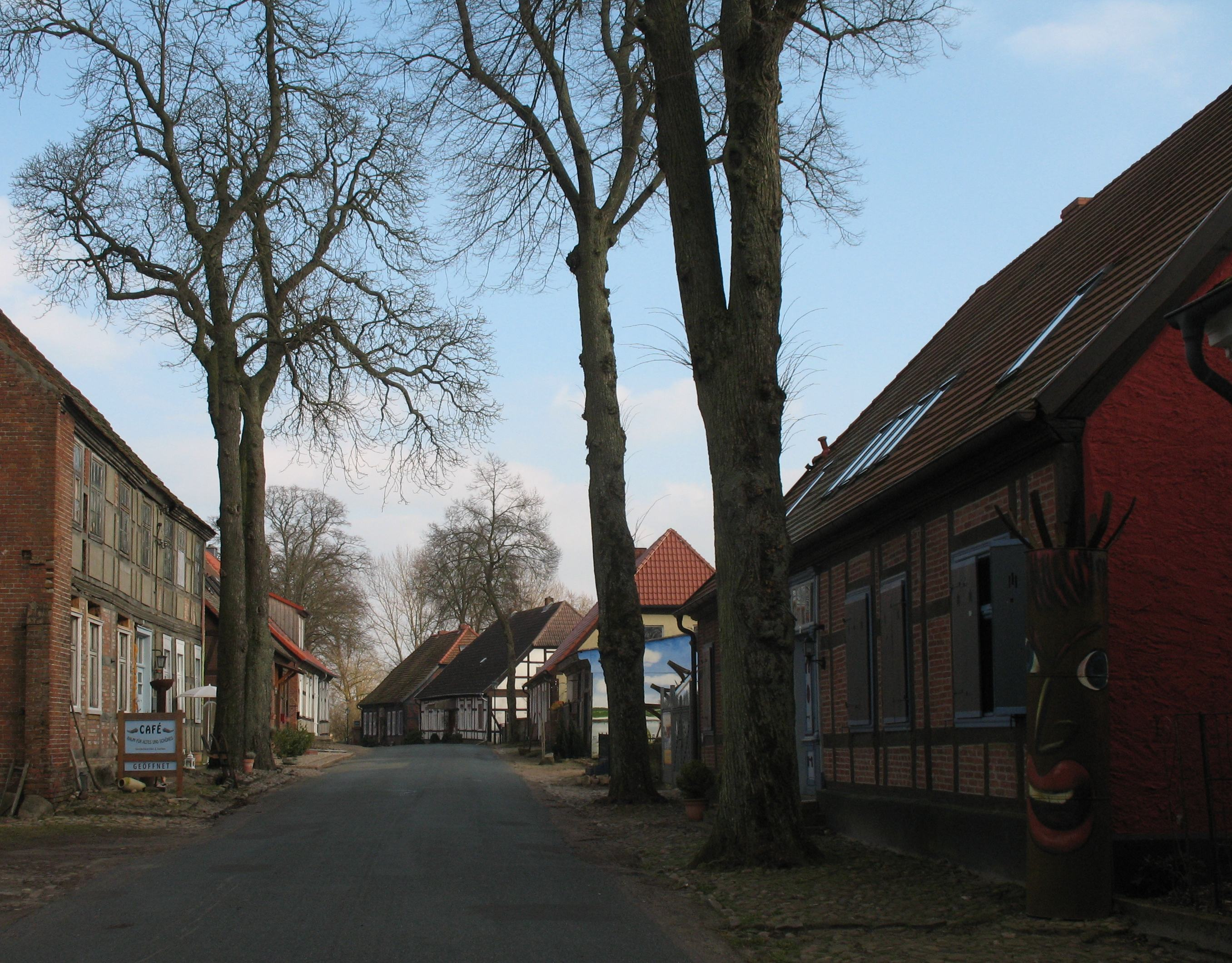
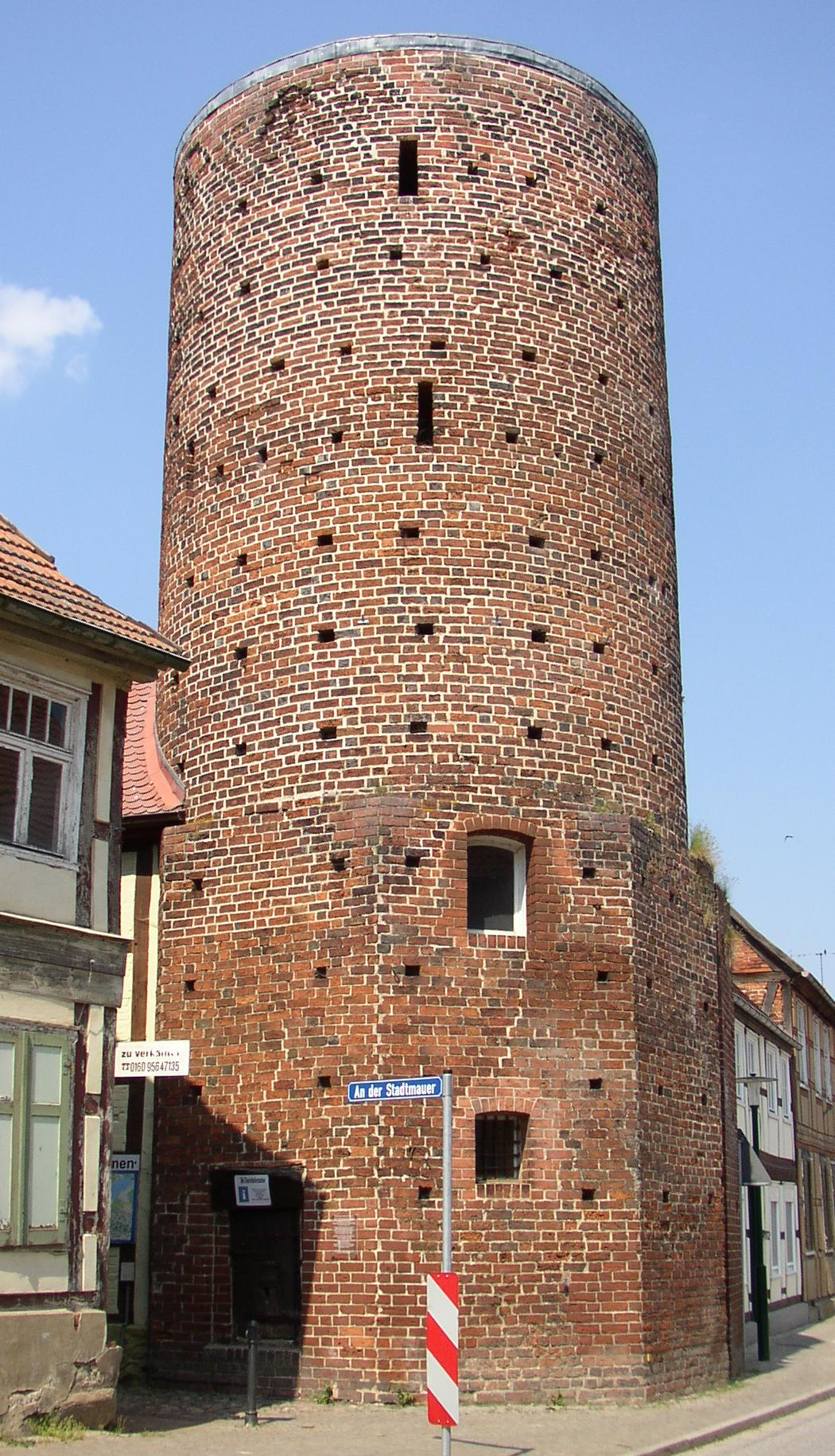
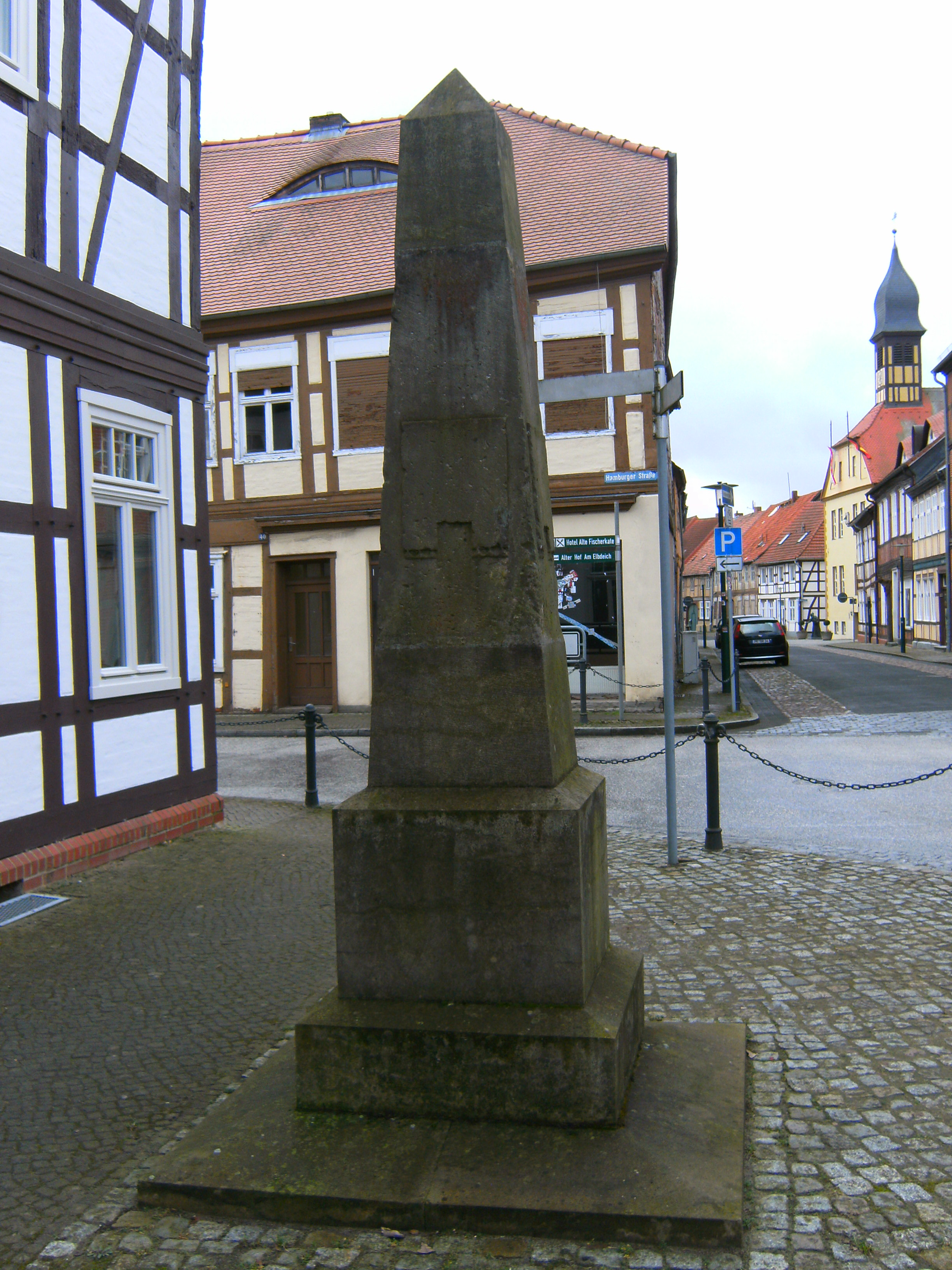
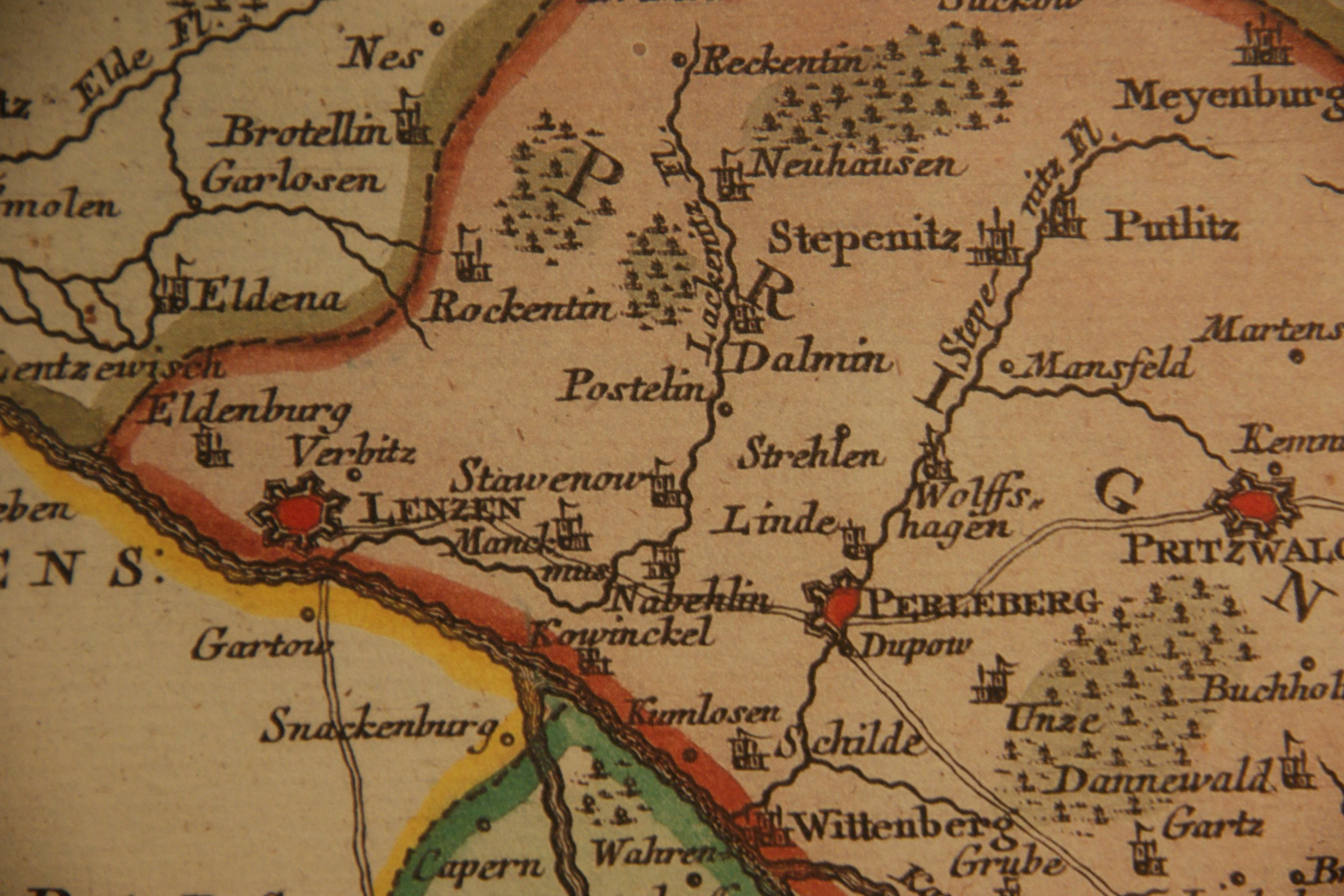